# EyeToy

O EyeToy é uma câmera digital a cores, semelhante a uma webcam, para o PlayStation 2. A tecnologia faz uso da visão computadorizada para processar imagens tiradas pela câmera, o que permite a interação com jogos através do movimento do corpo, detecção de cores e, através do microfone incorporado, som. A câmera é fabricada pela Logitech, embora os EyeToys mais recentes sejam manufaturados pela Nam Tai, e é usada principalmente para jogar jogos compatíveis com o EyeToy fabricados pela Sony e por outras empresas.

## História
O EyeToy foi originalmente concebido pelo Dr. Richard Marks, que teve a ideia de ligar uma webcam a um PlayStation 2 e usá-la para jogar jogos. A ideia de usar câmera em jogos não é nova, dado que já foi utilizada anteriormente em muitos jogos de arcade e em consolas, como a Game Boy Camera, para o Game Boy. Mas com a resolução das câmeras modernas e o poder de processamento da PlayStation 2, houve um novo leque de possibilidades, impossíveis de alcançar com o Game Boy. A ideia foi levada a cabo pelo Estúdio de Londres da S.C.E.E. (Sony Computer Entertainment Europe), que mostrou o novo conceito em 2002 com quatro jogos. A ideia foi um sucesso, e o hardware foi lançado na Europa a julho de 2003 com o primeiro jogo compatível com o EyeToy, denominado EyeToy: Play. O próximo modelo do EyeToy saiu em finais de 2006 com capacidades de Alta definição e suportado pela PlayStation 3, mais uma versão para a PSP.

## Design

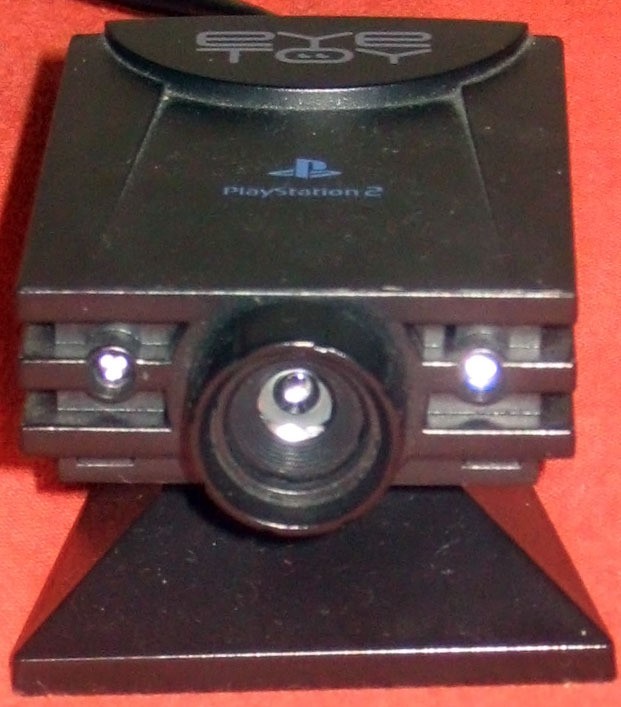
Câmera EyeToy.

O EyeToy possui um design compacto, dado que é para ser colocado sobre o console PlayStation 2 ou sobre a televisão. A câmera é colocada sobre um pequeno suporte, de forma a permitir fácil posicionamento e focagem. A focagem do EyeToy é feita rodando um pequeno anel que se encontra à volta das lentes. Vem incorporada com duas luzes LED na parte da frente: a luz azul liga-se quando a PlayStation 2 está ligada, indicando que a câmera está pronta para ser utilizada, e a luz vermelha acende quando há pouca luz no local onde se encontra. O EyeToy vem também com um microfone incorporado, que serve por exemplo para gravar uma curta mensagem de vídeo para alguém. Um segundo e mais recente modelo do EyeToy tem características semelhantes, mas é menor e prateado.

## No computador
Por o Eyetoy usar plug USB, drivers têm sido criados para funcionar com muitos sistemas operacionais. Somente poucos desses drivers funcionam. O tipo de driver requirido depende do modelo da câmera Eye Toy. Há três modelos diferentes:
- SLEH-00031
- SCEH-0004
- SLEH-00030

A informação do modelo está inclusa no selo no fundo da câmera.

## Limitações técnicas
Devido a câmera precisar "ver" o jogador quando ele joga, a câmera tem de ser usada em uma sala bem iluminada. Para ajudar a avisar o jogador quando não há bastante luz, há um LED vermelho na frente da câmera que acende quando está muito escuro.
Em resposta a esta limitação, Sony criou uma patente "de varinha" controle capaz de iluminar diferente LEDs coloridos para comunicar a posição do controle e ordens simples à câmera.

## Jogos

### Concebidos para o EyeToy
- EyeToy: Play (Sony, 2003)
- EyeToy: Groove (Sony, 2003)
- EyeToy: Antigrav (Sony, 2004)
- Sega SuperStars (Sega, 2004)
- U Move Super Sports (Konami, 2004)
- EyeToy: Chat (Sony, 2004) – um sistema de videoconferência para utilizar com o adaptador de rede da PlayStation 2
- EyeToy: Play 2 (Sony, 2004)
- Disney Move (Ubisoft, 2004)
- Nicktoons Movin' (THQ, 2004)
- EyeToy: Monkey Mania (Sony, 2005)
- EyeToy: Kinetic (Sony, 2005)
- EyeToy: Tales (Sony, data de lançamento a anunciar)
- EyeToy: EduKids (Sony, 2005)
- EyeToy: Fight (Sony, data de lançamento a anunciar)
- EyeToy: Play 3 (Sony, 2005)
- EyeToy: Operation Spy (Sony, 2005)
- Eyedentify (Sony, data de lançamento a anunciar) (para a PlayStation 3)
- Clumsy Shumsy (Phoenix Games Ltd., 2005)
- Rhythmic Star (Namco, 2006)
- The Sims 2 (EA, 2006)

### Compatíveis com o EyeToy
- Dance Dance Revolution SuperNova 2 (Konami, 2007) - O jogador pode dançar com as mãos além dos pés.
- SingStar (Sony, 2004) - opcionalmente, os jogadores podem ver-se a si próprios quando estão a cantar
- SingStar Party (Sony) - opcionalmente, os jogadores podem ver-se a si próprios quando estão a cantar
- SingStar Pop (Sony) - opcionalmente, os jogadores podem ver-se a si próprios quando estão a cantar
- SingStar '80s (Sony) - opcionalmente, os jogadores podem ver-se a si próprios quando estão a cantar
- SingStar Rocks (Sony) - opcionalmente, os jogadores podem ver-se a si próprios quando estão a cantar
- Harry Potter e o Prisioneiro de Azkaban (EA, 2004) – tem minijogos para o EyeToy
- Dance Dance Revolution Extreme e Dancing Stage Fusion (Konami, 2004)
- The Urbz: Sims in the City (EA, 2004) – os jogadores podem ter as seu rosto expostos em cartazes no jogo
- Jackie Chan Adventures (Sony, 2004) – tem minijogos para o Eye Toy
- LMA Manager 2005 (Codemasters, 2004) – os jogadores podem ter o seu rosto exposto em jornais no jogo
- Get On Da Mic (Eidos Interactive, 2004) – os jogadores podem ver a sua actuação
- SingStar Party (Sony, 2004)
- The Polar Express (THQ, 2004)
- The Sims 2
- Buzz! The Music Quiz (Sony, 2005)
- Buzz! The Big Quiz (Sony, 2006)
- Lemmings (Team 17, 2006)
- Formula One 2005 (Sony, 2004)
- Tony Hawk's Underground (Neversoft, 2004) – o jogador pode colocar o seu rosto no personagem do jogo
- Tony Hawk's American Wasteland (Neversoft, 2006) – o jogador pode o seu rosto no personagem do jogo
- Top Spin (2K Sports, 2002) - o jogador pode criar um personagem com seu próprio rosto
- Racing Battle: C1 Grand Prix (Genki, 2005) - Usado para capturar texturas para serem usadas como adesivos de carro na interface da pintura.[2]
- This is football 2005 (London Studios, 2005) – o jogador pode colocar o seu rosto no personagem do jogo